# 小田孔明
小田 孔明（おだ こうめい、1978年6月7日 - ）は、福岡県田川市出身のプロゴルファー。身長176cm、体重85kg。血液型A型。プレナス所属。名前は『三国志』のファンだった父が諸葛孔明にちなんで名付けた。

## 経歴
小学1年生の頃に、同郷の手嶋多一の実家が経営するゴルフ練習場に父に連れられ行った時に、手嶋の父から勧められゴルフを始めた。学校から帰ると、腹筋、腕立て、スクワット、鉄アレイを毎日300回ずつ、トレーニング後に素振り300回という父の厳しい指導を受けて育った。小学校の卒業式で「プロゴルファーになりたい」と将来の夢を発表すると出席者から失笑が漏れ、父と共に「絶対に見返してやる」と決め猛練習したという。
千葉県の東京学館浦安高校に特待生として進学し、高校時代にすでに330ヤードを飛ばしていた。早くプロになるため日本大学などからの勧誘を断り、卒業後は福岡県直方市の西日本カントリークラブの研修生となり、3年後の2000年にプロテストに一発合格。父からは「一発で受かるようになるまで受けるな」と言われていた。また、自衛隊に所属していた姉からは「一発で受からないようならゴルフなんか止めて自衛隊に入りなさい」と言われていた。のちに「落ちていたら本当に自衛隊を受験していたかもしれません。体格は良かったですからね」と語っている。
2003年のマンシングウェアオープン KSBカップでツアーデビュー。2004年9月、翌2005年のツアー出場権を得るためのQT（予選会）のエントリーを忘れるというミスを犯し、2005年シーズンを棒に振ってしまった。締切日直前のサントリーオープンで海外招待選手として参戦していた南アフリカのスター選手レティーフ・グーセンと同組になり、「すっかり浮かれちゃって、エントリーを完全に忘れていまして…。気が付いたのは次の週でした」と語っている。2005年は地方のオープン大会を中心に出場し、マンデートーナメントから本戦に出場した3試合は全て予選を通過している。
2007年に賞金ランキング9位となり、初めてシード権を獲得。
2008年11月、カシオワールドオープンでツアー初優勝を果たした。
2009年4月、開幕戦の東建ホームメイトカップで通算2勝目。11月、カシオワールドオープンで優勝し大会2連覇を達成。同年、賞金1億円を突破。最終戦で片山晋呉を抜き、賞金ランキングで石川遼、池田勇太に次ぐ3位となった。
2010年4月、東建ホームメイトカップで優勝し、大会2連覇を達成。通算4勝目を記録。2011年5月、ダイヤモンドカップゴルフで優勝し通算5勝目。
2014年にはユーラシアカップに出場し、その年に初の賞金王となる。
2015年シーズンから「やよい軒」などを展開する株式会社プレナスと所属契約を締結し、「やよい軒」のロゴ入りウェアやキャップを着用しトーナメントに出場している。
同じ九州出身の秋吉翔太や出水田大二郎から兄貴分として慕われ「チーム孔明」を結成し、練習ラウンドを共にしている。
2020年7月に地元九州で起きた豪雨災害の復興支援を目的にチャリティオークションを開催し、被害の大きかった福岡県大牟田市、熊本県人吉市、鹿児島県鹿屋市に150万円ずつ寄贈した。
2022年1月、ジャパンゴルフツアー選手会の副会長と、新設された広報委員長に就任。

## 優勝歴

### 日本ツアー (8)
| 勝数         |
| メジャー (0) |
| ツアー (8)   |

| No. | 日時           | 大会                                     | 優勝スコア            | 打差       | 2位               |
| --- | -------------- | ---------------------------------------- | --------------------- | ---------- | ----------------- |
| 1   | 2008年11月30日 | カシオワールドオープンゴルフトーナメント | -11 (66-67-72-72=277) | 3打差      | 久保谷健一        |
| 2   | 2009年4月19日  | 東建ホームメイトカップ                   | -10 (69-70-67-68=274) | プレーオフ | 金鍾徳            |
| 3   | 2009年11月29日 | カシオワールドオープンゴルフトーナメント | -21 (67-65-70-65=267) | 3打差      | 石川遼            |
| 4   | 2010年4月15日  | 東建ホームメイトカップ                   | -1 (74-70-68-71=283)  | プレーオフ | 広田悟／ 丸山大輔 |
| 5   | 2011年5月29日  | ダイヤモンドカップゴルフ                 | -16 (67-65-70-70=272) | 4打差      | 武藤俊憲／ 横尾要 |
| 6   | 2013年9月22日  | ANAオープンゴルフトーナメント            | -15 (66-68-71-68=273) | 4打差      | 片山晋呉／ 李京勲 |
| 7   | 2014年5月25日  | 関西オープンゴルフ選手権競技             | -15 (71-66-69-67=273) | 2打差      | 藤本佳則          |
| 8   | 2014年10月26日 | ブリヂストンオープンゴルフトーナメント   | −15 (67-65-69-68=269) | 1打差      | 藤田寛之          |

#### プレーオフ記録 (2-0)
※太字はメジャー大会
| No. | 年     | 大会                   | 対戦相手          | 内容 |
| --- | ------ | ---------------------- | ----------------- | --- |
| 1   | 2009年 | 東建ホームメイトカップ | 金鍾徳            | プレーオフ2ホール目、金がボギー、小田がパーパットを決める。小田の優勝。                                       |
| 2   | 2010年 | 東建ホームメイトカップ | 広田悟／ 丸山大輔 | プレーオフ2ホール目、広田が4オンせず脱落、3ホール目、小田がバーディ、丸山がバーディパットを外す。小田の優勝。 |

### その他
- 2013年 - 北陸オープン

## 賞金ランキング
- 2003年 84位 ￥8,703,800
- 2004年 95位 ￥7,690,212
- 2005年 149位 ￥1,343,200
- 2006年 81位 ￥12,648,994
- 2007年 9位 ￥60,509,893
- 2008年 13位 ￥66,853,285
- 2009年 3位 ￥111,275,256
- 2010年 12位 ￥65,125,901
- 2011年 6位 ￥92,046,659
- 2012年 11位 ￥72,340,492
- 2013年 4位 ￥112,506,906
- 2014年 1位 ¥ 137,318,693
- 2015年 10位 ¥ 63,701,077
- 2016年 22位 ¥ 43,654,025